# Peter Ebere Okpaleke
Peter Ebere Okpaleke (Amesi, 1º marzo 1963) è un cardinale e vescovo cattolico nigeriano, dal 5 marzo 2020 vescovo di Ekwulobia.

## Biografia
Nasce ad Amesi, nello stato di Anambra, il 1º marzo 1963.

### Formazione e ministero sacerdotale
Dopo aver frequentato le scuole locali, nel 1983 entra nel seminario maggiore "Bigard Memorial" a Ikot-Ekpene ed Enugu, dove segue i corsi di filosofia e teologia fino al 1992.
Il 22 agosto 1992 è ordinato presbitero per la diocesi di Awka. In seguito è stato segretario aggiunto del vescovo e procuratore della residenza vescovile dal 1992 al 1995 e membro dell'Aguata Local Goverment Education dal 1993 al 1995. Dal 1995 al 1997 ha proseguito gli studi superiori presso il CIWA di Port Harcourt. Tornato in diocesi è cappellano presso l'Università Nnamdi Azikiwe ad Awka e amministratore finanziario della diocesi dal 1997 al 1999 quando è stato inviato a Roma per studi. Nel 2002 ha conseguito la laurea in diritto canonico presso la Pontificia Università della Santa Croce. In seguito ha prestato servizio come cancelliere vescovile, segretario del consiglio pastorale diocesano, segretario del consiglio presbiterale e del collegio dei decani ed esaminatore diocesano dal 2002 al 2011; membro del collegio dei consultori dal 2002; membro del comitato per la creazione delle diocesi dal 2005; giudice nel Tribunale inter-diocesano di Onitsha dal 2007 e parroco della parrocchia dei Santi Giovanni e Paolo a Umubele, presso Awka, dal 2011.
Dal 1995 fa parte del Canon Law Society of Nigeria.

### Ministero episcopale e cardinalato

#### Vescovo eletto di Ahiara
Il 7 dicembre 2012 papa Benedetto XVI lo nomina vescovo di Ahiara; succede a Victor Adibe Chikwe, deceduto il 16 settembre 2010. Il 21 maggio successivo riceve l'ordinazione episcopale, nella cappella Seat of Wisdom del seminario ad Ulakwo, dall'arcivescovo metropolita di Owerri Anthony John Valentine Obinna, coconsacranti l'arcivescovo metropolita di Jos Ignatius Ayau Kaigama e quello di Abuja John Olorunfemi Onaiyekan.
Anche prima della sua ordinazione la maggior parte dei sacerdoti e dei laici della diocesi di Ahiara manifesta il disappunto per la sua nomina a vescovo. Ciò è dovuto principalmente alla sua appartenenza al gruppo etnico degli Igbo, mentre la maggior parte dei cattolici della diocesi sono Mbaise generando così un conflitto etnico. I suoi avversari sostengono che il vescovo di Ahiara debba venire dalla diocesi stessa. I giovani hanno anche bloccato la cattedrale di Ahiara obbligandolo ad essere ordinato nella vicina arcidiocesi di Owerri; nel luglio 2013, pertanto, papa Francesco nomina amministratore apostolico sede vacante il cardinale John Olorunfemi Onaiyekan, arcivescovo metropolita di Abuja.
L'8 giugno 2017 lo stesso pontefice riceve in udienza una delegazione della diocesi, accompagnata dal cardinale John Olorunfemi Onaiyekan, dagli arcivescovi Anthony John Valentine Obinna, Ignatius Ayau Kaigama e da monsignor Okpaleke. Il pontefice si dice triste per la situazione della Chiesa in Ahiara e di aver meditato di sopprimere la diocesi. Ringrazia tuttavia monsignor Okpaleke per la pazienza e l'umiltà dimostrate; nella stessa udienza ordina a ogni sacerdote incardinato o residente nella diocesi di scrivere ed inviare al papa una lettera in cui gli manifesta obbedienza, dichiara di accettare il vescovo da lui inviato e chiede perdono. I presbiteri che non lo avessero fatto sarebbero stati ipso facto sospesi a divinis e sarebbero decaduti dal loro ufficio.
Il 19 febbraio 2018 papa Francesco accoglie le sue dimissioni e nomina amministratore apostolico della diocesi il vescovo di Umuahia Lucius Iwejuru Ugorji.

#### Vescovo di Ekwulobia
Il 5 marzo 2020 lo stesso papa lo nomina primo vescovo di Ekwulobia. Il 29 aprile successivo prende possesso della diocesi.
Il 29 maggio 2022, al termine del Regina Caeli, papa Francesco annuncia la sua creazione a cardinale; nel concistoro del 27 agosto seguente lo crea cardinale presbitero dei Santi Martiri dell'Uganda a Poggio Ameno. Il 5 febbraio 2023 prende possesso del titolo cardinalizio.
Il 7 e 8 maggio 2025 ha partecipato come cardinale elettore al conclave che ha portato all'elezione di papa Leone XIV.

## Genealogia episcopale
La genealogia episcopale è:
- Cardinale Scipione Rebiba
- Cardinale Giulio Antonio Santori
- Cardinale Girolamo Bernerio, O.P.
- Arcivescovo Galeazzo Sanvitale
- Cardinale Ludovico Ludovisi
- Cardinale Luigi Caetani
- Cardinale Ulderico Carpegna
- Cardinale Paluzzo Paluzzi Altieri degli Albertoni
- Papa Benedetto XIII
- Papa Benedetto XIV
- Papa Clemente XIII
- Cardinale Enrico Benedetto Stuart
- Papa Leone XII
- Cardinale Chiarissimo Falconieri Mellini
- Cardinale Camillo Di Pietro
- Cardinale Mieczysław Halka Ledóchowski
- Cardinale Jan Maurycy Paweł Puzyna de Kosielsko
- Arcivescovo Józef Bilczewski
- Arcivescovo Bolesław Twardowski
- Arcivescovo Eugeniusz Baziak
- Papa Giovanni Paolo II
- Arcivescovo Carlo Maria Viganò
- Arcivescovo Anthony John Valentine Obinna
- Cardinale Peter Ebere Okpaleke